# فندق‌شکن به‌صورت سه‌بعدی
فندق‌شکن به‌صورت سه‌بعدی (به انگلیسی: The Nutcracker in 3D) فیلمی محصول سال ۲۰۱۰ و به کارگردانی آندری کونچالوفسکی است. در این فیلم بازیگرانی همچون ال فانینگ، ناتان لین، فرانسیس د لا تور، جان تورتورو، ریچارد ئی. گرانت، جولیا ویسوتسکایا، آرون میشل دروزین، چارلی رو و شرلی هندرسون ایفای نقش کرده‌اند. این فیلم بر اساس باله فندق‌شکن اثر چایکوفسکی ساخته شده‌است.